# 35 до н. е.

## Події
Секст Помпей і Луцій Корніфіцій — консули Римської республіки, консули-суффекти — Публій Корнелій Долабелла і Тіт Педуцей.

## Померли
- Секст Помпей — римський воєначальник і державний діяч часів громадянської війни.
- Публій Теренцій Варрон  — давньоримський епічний поет, предвісник неотериків.
- Гай Саллюстій — римський політик, історик.
- Аз I — індо-скифський цар.